# 福島県道292号牧ノ内長沼線
福島県道292号牧ノ内長沼線（ふくしまけんどう292ごう まきのうちながぬません）は、福島県岩瀬郡天栄村から須賀川市に至る一般県道である。

## 路線概要
- 起点：岩瀬郡天栄村大字牧ノ内字西町
- 終点：須賀川市長沼字ウルイ原
- 総延長：3.949km[1]
  - 実延長：総延長に同じ
- 路線認定年月日：1959年8月31日[2]

## 通過する自治体
- 福島県
  - 岩瀬郡天栄村 - 須賀川市

## 接続・交差する道路
- 天栄村内
  - 国道294号（牧ノ内字西町 起点）
- 須賀川市内
  - 国道118号（長沼字ウルイ原）

## 沿線
- 長沼総合運動公園